# Мальцанув (Мазовецьке воєводство)
Мальцанув (пол. Malcanów) — село в Польщі, у гміні Вйонзовна Отвоцького повіту Мазовецького воєводства.
Населення — 365 осіб (2011).
У 1975-1998 роках село належало до Варшавського воєводства.

## Демографія
Демографічна структура станом на 31 березня 2011 року:
|          | Загалом | Допрацездатний вік | Працездатний вік | Постпрацездатний вік |
| -------- | ------- | ------------------ | ---------------- | -------------------- |
| Чоловіки | 187     | 47                 | 123              | 17                   |
| Жінки    | 178     | 44                 | 98               | 36                   |
| Разом    | 365     | 91                 | 221              | 53                   |